# Cassipourea annobonensis
Cassipourea annobonensis là một loài thực vật có hoa trong họ Rhizophoraceae. Loài này được Mildbr. ex Alston mô tả khoa học đầu tiên năm 1925.